# Kirill Chamalov
Kirill Nikolaïevitch Chamalov (né le 22 mars 1982) est un homme d'affaires russe. 
Il est l'un des deux fils de Nikolai Shamalov et est diplômé en droit de l'université d'État de Saint-Pétersbourg. 
De 2013 à 2018, il est l'époux de Katerina Tikhonova, l'une des deux filles de Vladimir Poutine. Selon Reuters, le couple avait une fortune estimée à plus de deux milliards de dollars, avec notamment des investissements dans des usines pétrochimiques,. Selon Bloomberg News, Katerina Tikhonova a obtenu près de 40 % de la fortune de Kirill Chamalov, soit 600 millions de dollars, lors de leur divorce.
En 2022, à la suite de l'invasion de l'Ukraine par la Russie, sa villa Altamira (ou Alta Mira), située à Biarritz, est provisoirement gelée par la France afin d'en empêcher la vente.